# Free grace-teologi
Free grace-teologi är en teologisk strömning som menar att frälsning sker enbart genom tro på Jesus, och som förkastar varje form av koppling mellan frälsning och helgelse. Man gör en skarp åtskillnad mellan att vara troende eller frälst, och att vara en efterföljare till Jesus. Man kan alltså vara frälst och leva ett djupt syndigt liv. Anhängare av free grace-teologi menar att goda gärningar leder till belöningar från Gud, men att de inte har något att göra med vår frälsning. Den kristna som har ett syndigt liv, kan också få disciplin från Gud. De flesta Free Grace-teologer tror på dispensationalism.
Traditionell luthersk teologi skiljer sig från free grace-teologi då man menar att helgelse och goda gärningar är en följd av en frälsande tro.
Free grace-teologi är populär bland baptister och plymouthbröderna.
Teologer som undervisar Free grace-teologi inkluderar: Zane C. Hodges, Lewis Sperry Chafer, Robert Govett, Joseph Dillow, Erich Sauer, Watchman Nee och Charles Ryrie. Free grace-teologi undervisas också av Grace Evangelical Society (GES), Free Grace Alliance och några seminarier i USA.